# Hamadan
Hamadan of Hamedan (Perzisch: همدان ) is een Iraanse stad, hoofdstad van de gelijknamige provincie Hamadān. De stad bevindt zich zo'n 400 km ten zuidwesten van Teheran. In 2011 had de stad een bevolking van 525.000 personen.
Hamadān ligt in een groen, bergachtig gebied op een hoogte van 1850 m aan de voet van de 3574 m hoge berg Alwand.

## Geschiedenis
Hamadān is een van de oudste steden van Iran. Aangenomen wordt dat de stad ligt op de plaats van het antieke Ecbatana (of Agbatana, in het Perzisch Hâgmatâna = ontmoetingsplaats). De stad werd gesticht door de Meden en was de hoofdstad van het Medische rijk. Hamadan wordt genoemd in de 7e eeuw v.Chr. in de Historiën van Herodotus. Volgens Herodotus had het koninklijk paleis in Ecbatana duizenden kamers, en werd het omgeven door zeven muren, die wit, zwart, rood, blauw en oranje geschilderd waren. De binnenste muren van het paleis waren met zilver en goud bedekt. Het paleis is niet bewaard gebleven. De precieze locatie van de oude stad is nog niet gevonden.
Nadat de Meden verslagen waren werd het een van de residentiesteden van de Perzische koningen uit de dynastie der Achaemeniden. Ook zou de Bijbelse Ester hier in deze tijd zijn begraven. Tijdens de dynastieën van de Parthen en Sassaniden was Hamadān de zomerhoofdstad.
De stad is in 642 door de Arabieren verwoest. Na de verovering van Perzië door het Arabische rijk verloor de stad haar belangrijke invloed. De Turkse dynastie van de Seltsjoeken verplaatste de hoofdstad van het rijk naar Hamadan. In die periode leefde ook de grote Perzische geneesheer en filosoof Avicenna in Hamadān.
De Timoeriden veroverden de stad en verwoestten haar compleet in de 14e eeuw, maar onder de Safawiden werd de stad opnieuw opgebouwd.
Ook de Ottomanen slaagden er in de 18e eeuw in de stad te veroveren, maar dit was van relatief korte duur.

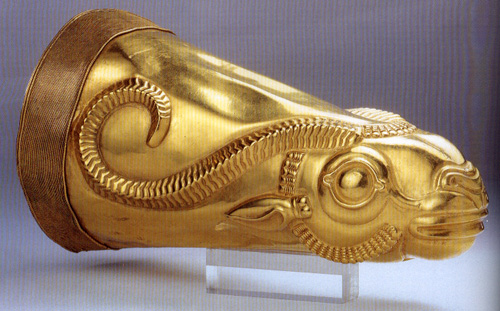
Gouden ryton uit Ecbatana ten tijde van de Achaemeniden; te zien in het Nationaal Museum van Iran.
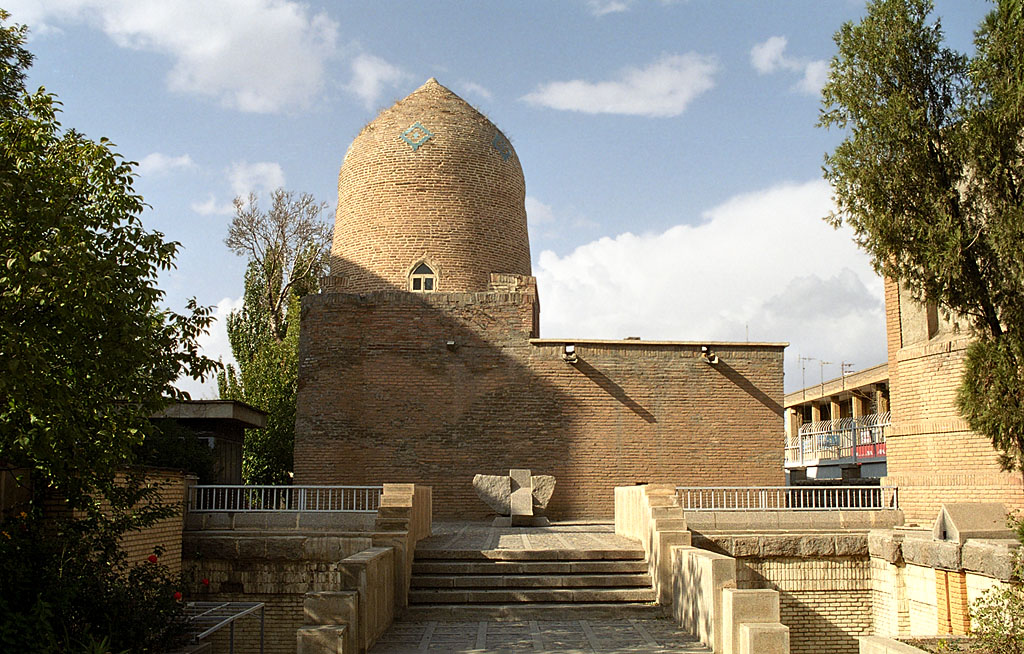
Mausoleum van de Bijbelse personen Esther en Mordechai.

### Werelderfgoed
Het cultuurerfgoed van de archeologische vindplaatsen werd in 2024 tijdens de 46e sessie van de UNESCO Commissie voor het Werelderfgoed bijgeschreven op de werelderfgoedlijst als "Hegmataneh". De motivatietekst vermeldt: "De archeologische overblijfselen van het oude Hegmataneh bevinden zich in het noordwesten van Iran. Hegmataneh is bijna drie millennia onafgebroken bewoond en levert belangrijk en zeldzaam bewijs van de Medes-beschaving in de 7e en 6e eeuw voor Christus en diende later als zomerhoofdstad van Achaemenidische, Seleuciden, Parthen en Sassanidische heersers."

## Geboren
- Abolhassan Bani Sadr  (1933-2021), politicus; president 1980-1981
- Shirin Ebadi (1947), juriste en Nobelprijswinnares (2003)